# Herwigia
Herwigia is een monotypisch geslacht van straalvinnige vissen uit de familie van de gladkopvissen (Alepocephalidae). Het geslacht is voor het eerst wetenschappelijk beschreven in 1972 door Nielsen.

## Soort
- Herwigia kreffti Nielsen, 1972